# Striden mellan fastlagen och fastan
Striden mellan fastlagen och fastan är en oljemålning av den flamländske renässanskonstnären Pieter Bruegel den äldre. Den är daterad till 1559 och ingår i samlingarna på Kunsthistorisches Museum i Wien. Konstnären utförde även en mindre version med samma motiv men med helt annorlunda bildkomposition. Den är odaterad, tros vara målad på 1550-talet och är utställd på Statens Museum for Kunst i Köpenhamn.
Bruegels kallades Bondebruegel och målade flera folklivsskildringar, myllrande vimmelbilder rika på detaljer. Skildringarna är ofta livfullt berättande, ibland burleska men utan satiriska överdrifter. Bland liknande målningar märks Nederländska ordspråk (1559), Barnlekar (1560) och Bonddans (1568). I den mer berömda Wienversionen av Striden mellan fastlagen och fastan möts de två allegoriska huvudkaraktärerna i ett tornerspel i förgrunden. Till vänster rider den feta fastlagen på en öltunna, klädd som en munk och med ett grillspett som vapen. Från höger kommer den bleka och magra fastan inrullande, beväpnad med en bakspade med två fiskar på, klädd som en nunna och med en bikupa på huvudet. Fastlagen inträffar dagarna före askonsdagen då fastan inleds och utmärks av karnevalsliknande upptåg och frosseri. 

## Kopior
Det finns ett flertal äldre kopior av Striden mellan fastlagen och fastan varav fem är utförda av sonen Pieter Brueghel den yngre. Tre av dessa är i privata samlingar, en fjärde är utställd på Nationalmuseet i Kraków och den femte ingår sedan 1999 i samlingarna på Kungliga museet för sköna konster i Bryssel. Brysselversionen är odaterad, dess dimensioner är 121 x 172 cm och den är målad med oljefärg på en träpannå.

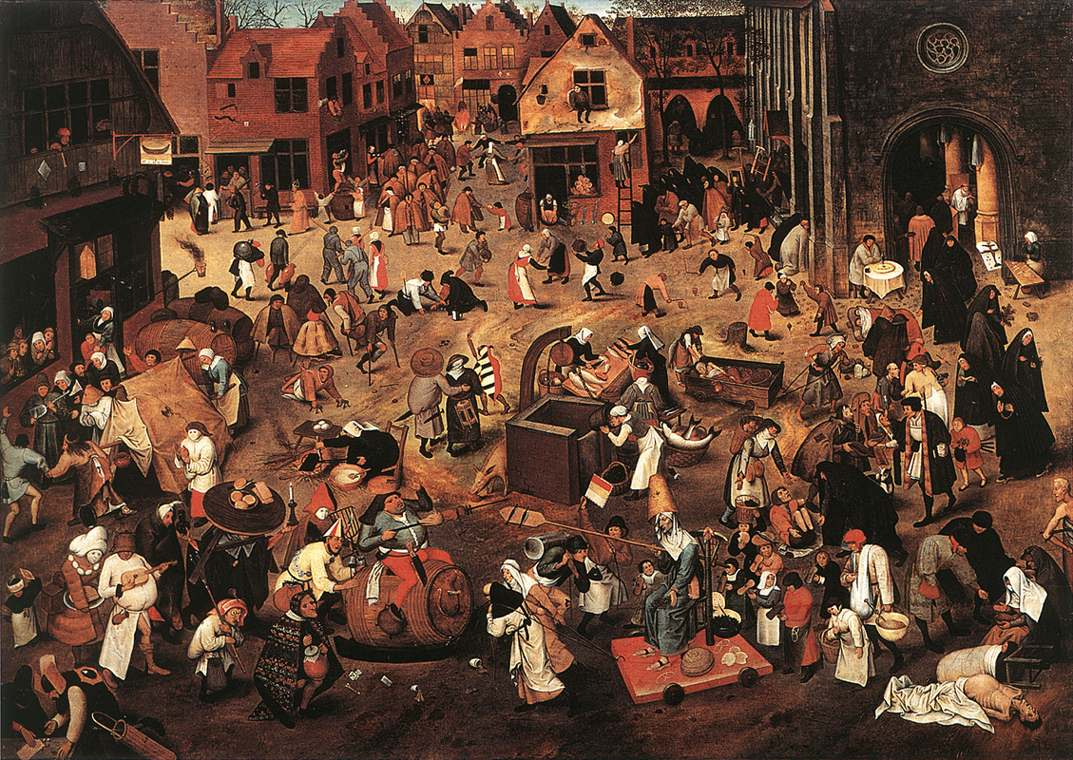
Pieter Brueghel den yngres kopia av Striden mellan fastlagen och fastan är utställd på Kungliga museet för sköna konster i Bryssel.